# Парк, Николас Вулстэн
Николас (Ник) Вулстэн Парк (Ник Парк, англ. Nicholas Wulstan Park, Nick Park; род. 6 декабря 1958) — британский аниматор таких мультфильмов как «Уоллес и Громит», «Побег из курятника», «Барашек Шон» и «Дикие предки».
Родился 6 декабря 1958 года в Престоне, графство Ланкашир, Англия. Работает в жанре пластилиновой анимации. Первый фильм был снят им на чердаке родительского дома в возрасте 13 лет. Учился в арт-школе в Шеффилде, затем в анимационной студии при Национальной школе кино и телевидения. В феврале 1985 года присоединился к объединению «Aardman Animations», работает режиссёром, сценаристом, аниматором, участвует в создании рекламных роликов, музыкальных видеоклипов. Четырежды лауреат премии Оскар за мультфильмы: «В мире животных», «Неправильные штаны», «Стрижка „под ноль“» и «Проклятие кролика-оборотня».

## Фильмография
- 1989 — В мире животных (короткометражный фильм)
- 1989 — Невероятные приключения Уоллеса и Громита: Пикник на Луне
- 1993 — Невероятные приключения Уоллеса и Громита: Неправильные штаны
- 1995 — Невероятные приключения Уоллеса и Громита: Стрижка «под ноль»
- 2000 — Побег из курятника
- 2005 — Уоллес и Громит: Проклятие кролика-оборотня
- 2008 — Невероятные приключения Уоллеса и Громита: Дело о хлебе и смерти
- 2010 — Мир изобретений Уоллеса и Громита[англ.]
- 2012 — Jubilee Bunt-a-thon[англ.] (короткометражный фильм)
- 2018 — Дикие предки
- 2019 — Барашек Шон: Фермагеддон (сценарист)
- 2024 — Уоллес и Громит: Самая дикая месть